# São Martinho de Mouros
São Martinho de Mouros is een plaats (freguesia) in de Portugese gemeente Resende en telt 1738 inwoners (2001).

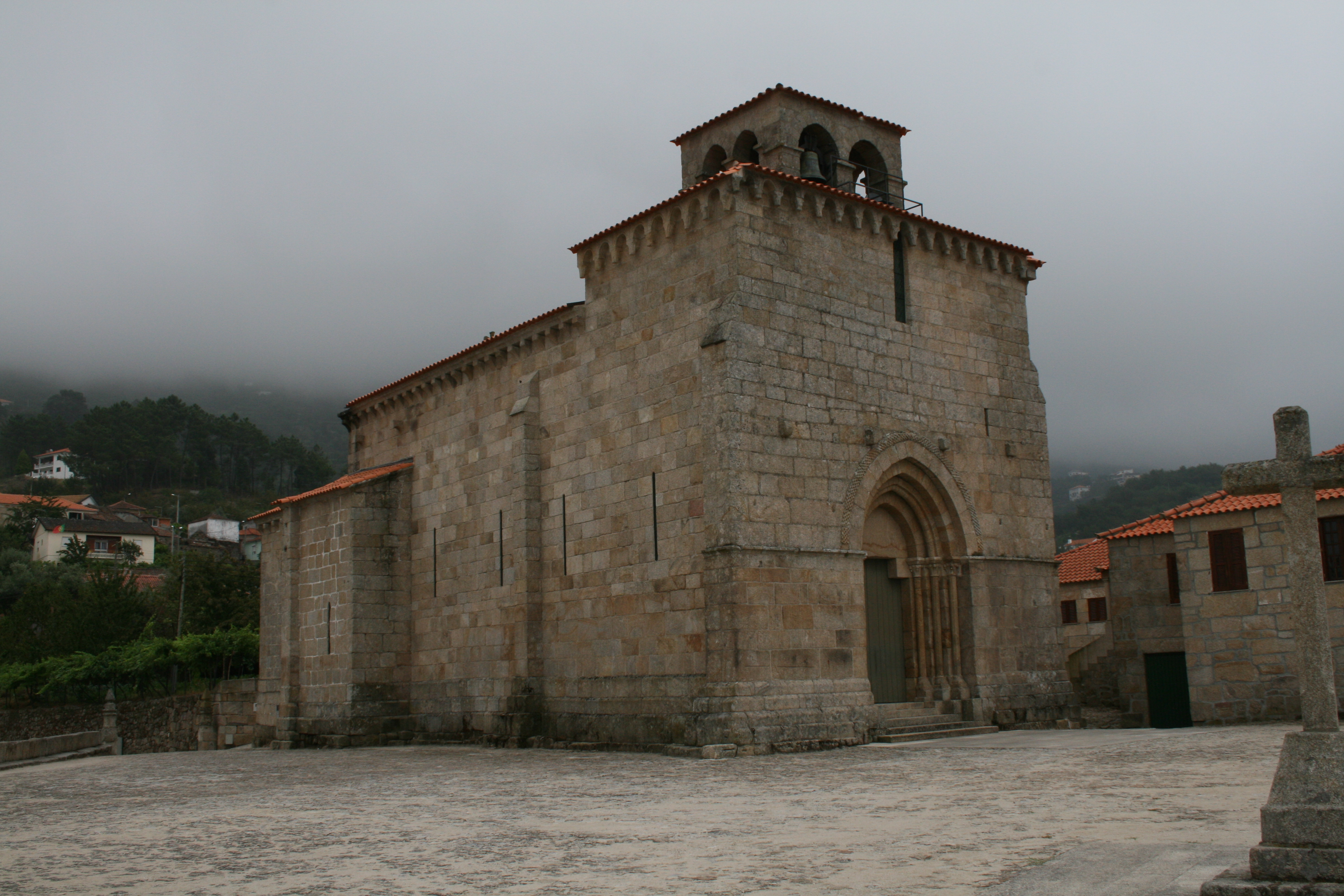
Kerk van São Martinho de Mouros